# Герб комуни Фалькенберг
Герб комуни Фалькенберг (швед. Falkenberg kommunvapen) — символ шведської адміністративно-територіальної одиниці місцевого самоврядування комуни Фалькенберг.

## Історія
Сюжет герба походить з міської печатки 1440 року. На його основі затверджено герб міста 1940 року. 
Після адміністративно-територіальної реформи, проведеної в Швеції на початку 1970-х років, муніципальні герби стали використовуватися лишень комунами. Тому з 1978 року цей герб представляє комуну Фалькенберг, а не місто. У 1999 році управа комуни трохи змінила дизайн герба і використовує його з муніципальною короною.

## Опис (блазон)
У срібному полі на зеленому тригорбі сидить червоний сокіл.

## Зміст
Назва комуни походить від давнього замку, а потім поширилася й на місто. Герб комуни є називним. Falkenberg означає «соколина гора».